# Last Days in the Desert
Last Days in the Desert is een Amerikaanse film uit 2015, geschreven en geregisseerd door Rodrigo Garcia. De film ging in wereldpremière op 25 januari op het Sundance Film Festival.

## Verhaal
De film vertelt over de veertig dagen die Jezus (Ewan McGregor) doorbracht in de woestijn, vastend en biddend. De Duivel test hem en het geloof van een familie tijdens tijden van crisis.

## Rolverdeling
| Acteur        | Personage |
| ------------- | --------- |
| Ewan McGregor | Jezus     |
| Tye Sheridan  | Zoon      |
| Ciarán Hinds  | Vader     |
| Ayelet Zurer  | Moeder    |